# Липа в селі Грозів
Ли́па в се́лі Гро́зів — ботанічна пам'ятка природи місцевого значення в Україні, що знаходиться в селі Грозів Острозького району, Рівненській області, а також є одним з найкрасивіших вікових дерев України. 
Висота дерева — 25 м, діаметр дерева 6 м, вік дерева 500 років.